# كندا في الألعاب البارالمبية الصيفية 2020
كندا شاركت في الألعاب البارالمبية الصيفية 2020 في طوكيو، اليابان، من 24 أغسطس إلى 5 سبتمبر 2021.
في 8 أغسطس 2021، أعلنت اللجنة البارالمبية الكندية عن الفريق النهائي المكون من 128 رياضيًا (57 رجالًا و71 نساءً) للمشاركة في 128 رياضة. وسيرافق الفريق أيضًا 113 مدربًا وموظفًا مساعدًا.
في 21 أغسطس 2021، تم الإعلان عن بريسيلا غانيه كحاملة علم كندا في حفل افتتاح الألعاب البارالمبية الصيفية 2020.

## الميداليات
| الميدالية | الاسم                                                  | الرياضة       | الحدث                                | التاريخ  |
| --------- | ------------------------------------------------------ | ------------- | ------------------------------------ | -------- |
| الأول     | أوريلي ريفار                                           | السباحة       | السباحة 100 متر حرة سيدات S10        | 28 أغسطس |
| الأول     | جريج ستيوارت                                           | ألعاب القوى   | رمي الجلة رجال F46                   | 1 سبتمبر |
| الأول     | أوريلي ريفار                                           | السباحة       | السباحة 400 متر حرة سيدات S10        | 1 سبتمبر |
| الأول     | دانييل دوريس                                           | السباحة       | السباحة 50 متر فراشة سيدات S7        | 3 سبتمبر |
| الأول     | نات ريش                                                | ألعاب القوى   | سباق 1500 متر رجال T38               | 4 سبتمبر |
| الثاني    | تريستين تشيرنوف                                        | الدراجات      | المطاردة الفردية رجال C1             | 26 أغسطس |
| الثاني    | نيكولا-غاي توربيد                                      | السباحة       | السباحة 100 متر ظهر رجال S13         | 26 أغسطس |
| الثاني    | كيت أوبراين                                            | الدراجات      | سباق الزمن سيدات C4–5                | 27 أغسطس |
| الثاني    | بريسيلا غانيه                                          | الجودو        | وزن 52 كجم سيدات                     | 27 أغسطس |
| الثاني    | برينت لاكاتوس                                          | ألعاب القوى   | 5000 متر رجال T54                    | 28 أغسطس |
| الثاني    | برينت لاكاتوس                                          | ألعاب القوى   | 400 متر رجال T53                     | 29 أغسطس |
| الثاني    | دانييل دوريس                                           | السباحة       | 100 متر ظهر سيدات S7                 | 30 أغسطس |
| الثاني    | برينت لاكاتوس                                          | ألعاب القوى   | 100 متر رجال T53                     | 1 سبتمبر |
| الثاني    | أوريلي ريفار                                           | السباحة       | 100 متر ظهر سيدات S10                | 2 سبتمبر |
| الثاني    | برينت لاكاتوس                                          | ألعاب القوى   | 800 متر رجال T53                     | 2 سبتمبر |
| الثالث    | كيلي شاو                                               | الدراجات      | المطاردة الفردية سيدات C4            | 25 أغسطس |
| الثالث    | أوريلي ريفار                                           | السباحة       | 50 متر حرة سيدات S10                 | 25 أغسطس |
| الثالث    | ستيفان دانيال                                          | بارا ترياثلون | رجال PTS5                            | 29 أغسطس |
| الثالث    | مورغان بيرد كاتارينا روكزون سابرينا دوشين أوريلي ريفار | السباحة       | التتابع الحر 4x100 متر سيدات 34 نقطة | 29 أغسطس |
| الثالث    | زاكاري غينغراس                                         | ألعاب القوى   | 400 متر رجال T38                     | 31 أغسطس |
| الثالث    | ماريزا باباكونستانتينو                                 | ألعاب القوى   | 100 متر سيدات T64                    | 3 سبتمبر |

## المتسابقون
التالي هو قائمة الرياضيين حسب الرياضة / التخصص.
| الرياضة                        | الرجال | النساء | الإجمالي |
| ------------------------------ | ------ | ------ | -------- |
| الرماية                        | 0      | 1      | 1        |
| ألعاب القوى (ألعاب القوى)      | 9      | 7      | 16       |
| الريشة الطائرة                 | 0      | 1      | 1        |
| البوتشيا                       | 3      | 1      | 4        |
| الدراجات                       | 5      | 4      | 9        |
| الفروسية                       | 0      | 4      | 4        |
| الهدف                          | 0      | 6      | 6        |
| الجودو                         | 0      | 1      | 1        |
| التجديف                        | 1      | 2      | 3        |
| بارا ترياثلون                  | 1      | 3      | 4        |
| التجديف                        | 3      | 4      | 7        |
| الرماية                        | 1      | 1      | 2        |
| الكرة الطائرة الجالسة          | 0      | 11     | 11       |
| السباحة                        | 6      | 13     | 19       |
| كرة السلة على الكراسي المتحركة | 11     | 12     | 23       |
| مبارزة الكراسي المتحركة        | 3      | 1      | 4        |
| رجبي الكراسي المتحركة          | 12     | 0      | 12       |
| التنس على الكراسي المتحركة     | 1      | 0      | 1        |
| الإجمالي                       | 57     | 71     | 128      |

## الرماية
تأهلت الكندية كارين فان نيست للمشاركة بعد فوزها بالميدالية الفضية في بطولة أمريكا البارالمبية في مونتيري، المكسيك. وهذه ستكون المرة السادسة التي تشارك فيها في الألعاب البارالمبية.
| الرياضي        | الحدث                        | التصفيات | التصفيات | دور الـ 32                 | دور الـ 16            | دور الربع النهائي | نصف النهائي     | النهائي / BM    | النهائي / BM |
| الرياضي        | الحدث                        | النتيجة  | التصنيف  | المنافس النتيجة            | المنافس النتيجة       | المنافس النتيجة   | المنافس النتيجة | المنافس النتيجة | التصنيف      |
| -------------- | ---------------------------- | -------- | -------- | -------------------------- | --------------------- | ----------------- | --------------- | --------------- | ------------ |
| كارين فان نيست | السهام المركبة الفردية سيدات | 678      | 11       | ناغانو (اليابان) ف 138–130 | لين (الصين) خ 140–142 |                   |                 |                 |              |

## ألعاب القوى
تم الإعلان عن فريق ألعاب القوى الكندي المكون من 16 رياضيًا (9 رجال و7 نساء) في 30 يوليو 2021.
الركض للرجال
| الرياضي        | الحدث | التصفيات | التصفيات | النهائي  | النهائي  |
| الرياضي        | الحدث | النتيجة  | التصنيف  | النتيجة  | التصنيف  |
| -------------- | --- | -------- | -------- | -------- | -------- |
| زاكاري جينغراس | 400م T38 | 51.81    | 3 Q      | 50.85    | الثالث   |
| أوستن إنغرام   | 100م T13 | 11.21    | 10       | لم يتأهل | لم يتأهل |
| برنت لاكاتوس   | 100م T53 | 14.49    | 2 Q      | 14.55    | الثاني   |
| برنت لاكاتوس   | 400م T53 | 48.00    | 2 Q      | 46.75 AR | الثاني   |
| برنت لاكاتوس   | 800م T53 | 1:42.29  | 6 Q      | 1:36.32  | الثاني   |
| برنت لاكاتوس   | 1500م T53 | 3:03.72  | 15       | لم يتأهل | لم يتأهل |
| برنت لاكاتوس   | 5000م T54 | 10:15.15 | 8 Q      | 10:30.19 | الثاني   |
| برنت لاكاتوس   | ماراثون T54\|colspan=2 data-sort-value="" style="background: #ececec; color: #2C2C2C; vertical-align: middle; text-align: center; " class="table-na" \| — | 1:29.18  | 4        |          |          |
| توماس نورماندو | 400م T47 | 50.33    | 7 Q      | 50.02    | 6        |
| غويلوم أوليت   | 5000م T13\|colspan=2 data-sort-value="" style="background: #ececec; color: #2C2C2C; vertical-align: middle; text-align: center; " class="table-na" \| —   | 14:47.47 | 5        |          |          |
| ناثان ريش      | 1500م T38\|colspan=2 data-sort-value="" style="background: #ececec; color: #2C2C2C; vertical-align: middle; text-align: center; " class="table-na" \| —   | 3:58.92  | الأول    |          |          |
| أوستن سمينك    | 100م T34\|colspan=2 data-sort-value="" style="background: #ececec; color: #2C2C2C; vertical-align: middle; text-align: center; " class="table-na" \| —    | 15.92    | 7        |          |          |
| أوستن سمينك    | 800م T34 | 1:46.99  | 5 Q      | 1:47.58  | 5        |
| ليام ستانلي    | 1500م T38\|colspan=2 data-sort-value="" style="background: #ececec; color: #2C2C2C; vertical-align: middle; text-align: center; " class="table-na" \| —   | 4:06.95  | 5        |          |          |

الركض للنساء
| الرياضي                | الحدث    | التصفيات | التصفيات | النهائي  | النهائي |
| الرياضي                | الحدث    | النتيجة  | التصنيف  | النتيجة  | التصنيف |
| ---------------------- | -------- | -------- | -------- | -------- | ------- |
| جيسيكا فروتن           |          |          |          |          |         |
| 400م T53               | 0:59.98  | 8        | 1:01.16  | 8        |         |
| 800م T53               | 1:56.79  | 9        | لم تتأهل | لم تتأهل |         |
| 1500م T53              | 3:52.23  | 13       | لم تتأهل | لم تتأهل |         |
| ماريسا باباكونستانتينو | 100م T64 | 13.22    | 4 Q      | 13.07    | الثالث  |
| ماريسا باباكونستانتينو | 200م T64 | 27.22    | 5 Q      | 27.08    | 5       |

الميدان للنساء
| الرياضي       | الحدث            | النهائي | النهائي | النهائي |
| الرياضي       | الحدث            | النتيجة | التصنيف |         |
| ------------- | ---------------- | ------- | ------- | ------- |
| شارلوت بولتون | رمي القرص F41    | 27.72   | 6       |         |
| شارلوت بولتون | رمي الجلة F41    | 8.73    | 6       |         |
| رينيه فويزل   | رمي القرص F38    | 32.23   | 4       |         |
| جينيفر براون  | رمي القرص F38    | 27.57   | 8       |         |
| سارة ميكي     | رمي القرص F55    | 22.49   | 6       |         |
| أمي وات       | القفز الطويل T47 | 5.28    | 5       |         |

## الريشة الطائرة
تأهلت الكندية أوليفيا ماير للمشاركة في منافسات فردي السيدات SL4. تأهلت أوليفيا ماير بعد فوزها في منافسات الريشة الطائرة في بطولة أمريكا للبداية. هذه ستكون المشاركة الأولى لكندا في هذه الرياضة في الألعاب البارالمبية.
| الرياضي      | الحدث            | مرحلة المجموعات                                      | مرحلة المجموعات                        | مرحلة المجموعات                                   | مرحلة المجموعات | ربع النهائي      | نصف النهائي      | النهائي / BM     | النهائي / BM |
| الرياضي      | الحدث            | المعارضة النتيجة                                     | المعارضة النتيجة                       | المعارضة النتيجة                                  | التصنيف         | المعارضة النتيجة | المعارضة النتيجة | المعارضة النتيجة | التصنيف      |
| ------------ | ---------------- | ---------------------------------------------------- | -------------------------------------- | ------------------------------------------------- | --------------- | ---------------- | ---------------- | ---------------- | ------------ |
| أوليفيا ماير | فردي السيدات SL4 | سرينافاكول (تايلاند) خسارة 1–2 (20–22, 22–20, 13–21) | ساغوي (النرويج) خسارة 0–2 (6–21, 8–21) | درانسفيلد (أستراليا) فوز 2–1 (7–21, 21–13, 23–21) | 3               | لم تتأهل         | لم تتأهل         | لم تتأهل         | لم تتأهل     |

## بوشيا
تأهلت كندا في منافسات BC4 و فردي BC2، وتشمل الرياضيين دانيك ألارد، إيوليان تشوبانو، ماركو ديبالترو وأليسون ليفين.
فردي
| الرياضي         | الحدث          | مباريات المجموعات              | مباريات المجموعات            | مباريات المجموعات               | مباريات المجموعات | ربع النهائي      | نصف النهائي      | النهائي / BM     | النهائي / BM |
| الرياضي         | الحدث          | المعارضة النتيجة               | المعارضة النتيجة             | المعارضة النتيجة                | التصنيف           | المعارضة النتيجة | المعارضة النتيجة | المعارضة النتيجة | التصنيف      |
| --------------- | -------------- | ------------------------------ | ---------------------------- | ------------------------------- | ----------------- | ---------------- | ---------------- | ---------------- | ------------ |
| دانيك ألارد     | فردي مختلط BC2 | غونسالفيس (البرتغال) خسارة 4–8 | سوجيمورا (اليابان) خسارة 4–6 | تسيفلينا (RPC) فوز 12–1         | 3                 | لم تتأهل         | لم تتأهل         | لم تتأهل         | لم تتأهل     |
| إيوليان تشوبانو | فردي مختلط BC4 | أوليفيرا (البرتغال) فوز 3–3    | لين (الصين) فوز 6–4          | تشينغ (الصين) خسارة 2–8         | 2                 | لم تتأهل         | لم تتأهل         | لم تتأهل         | لم تتأهل     |
| أليسون ليفين    | فردي مختلط BC4 | ستريهاريسكي (سلوفاكيا) فوز 4–3 | لاو (هونغ كونغ) خسارة 2–3    | ستريهاريسكي (كرواتيا) خسارة 8–2 | 3                 | لم تتأهل         | لم تتأهل         | لم تتأهل         | لم تتأهل     |

الزوجي
| الرياضي                                         | الحدث          | مباريات المجموعات | مباريات المجموعات | مباريات المجموعات     | مباريات المجموعات | مباريات المجموعات | نصف النهائي      | النهائي / BM     | النهائي / BM |
| الرياضي                                         | الحدث          | المعارضة النتيجة  | المعارضة النتيجة  | المعارضة النتيجة      | المعارضة النتيجة  | التصنيف           | المعارضة النتيجة | المعارضة النتيجة | التصنيف      |
| ----------------------------------------------- | -------------- | ----------------- | ----------------- | --------------------- | ----------------- | ----------------- | ---------------- | ---------------- | ------------ |
| من إيوليان تشوبانو ماركو ديبالتروا أليسون ليفين | زوجي مختلط BC4 | البرتغال (POR)    | البرازيل (BRA)    | بريطانيا العظمى (GBR) | سلوفاكيا (SVK)    |                   |                  |                  |              |

## الدراجات
تأهلت كندا في إجمالي 9 دراجين (5 رجال و4 نساء). ستتنافس كندا في كلا التخصصين (الطريق والمضمار)، مع أربعة رياضيين ترستان تشيرنوف، روس ويلسون، كيت أوبراين وكيلي شو الذين سيتنافسون في كلا التخصصين. تم الإعلان عن الفريق في 7 يوليو 2021. في 30 أغسطس 2021، انسحب ترستان تشيرنوف من الألعاب بعد الإعلان عن تقاعده الفوري.

### الطريق
الرجال
| الرياضي        | الحدث            | الوقت    | التصنيف |
| -------------- | ---------------- | -------- | ------- |
| جوي ديجاردين   | سباق الطريق H3   | 2:48:04  | 8       |
| أليكس هايندمان | سباق الطريق H3   | 3:00:50  | 11      |
| تشارلز مورو    | سباق الطريق H3   | 2:59:47  | 10      |
| روس ويلسون     | سباق الطريق C1–3 | DNF      | DNF     |
| جوي ديجاردين   | سباق الوقت H3    | 46:13.88 | 11      |
| أليكس هايندمان | سباق الوقت H3    | 51:35.43 | 16      |
| تشارلز مورو    | سباق الوقت H3    | 47:00.95 | 12      |
| روس ويلسون     | سباق الوقت C1    | 27:57.31 | 7       |

النساء
| الرياضي        | الحدث            | الوقت       | التصنيف |
| -------------- | ---------------- | ----------- | ------- |
| كيلي شو        | سباق الطريق C4–5 | لا يوجد وقت | 13      |
| ماري-إيف كروتو | سباق الطريق T1–2 | DNF         | DNF     |
| شيللي غوتييه   | سباق الطريق T1–2 | 1:24.48     | 5       |
| كيت أوبراين    | سباق الطريق C4   | DNF         | DNF     |
| كيلي شو        | سباق الطريق C4   | 42:11.09    | 4       |
| ماري-إيف كروتو | سباق الطريق T1–2 | 39:45.55    | 6       |
| شيللي غوتييه   | سباق الطريق T1–2 | 41:07.32    | 8       |

### المضمار
المطاردة
| الرياضي        | الحدث               | التأهل   | التأهل  | النهائي                       | النهائي |
| الرياضي        | الحدث               | الوقت    | التصنيف | المنافسة النتيجة              | التصنيف |
| -------------- | ------------------- | -------- | ------- | ----------------------------- | ------- |
| ترستان تشيرنوف | المطاردة الفردية C1 | 3:40.591 | 2 Q     | أستاشوف (RPC) خسارة متداخل    | الثاني  |
| كيلي شو        | المطاردة الفردية C4 | 3:49.032 | 3 QB    | ليمون (أستراليا) فوز 3:48.342 | الثالث  |

سباق الزمن
| الرياضي        | الحدث           | الوقت  | التصنيف |
| -------------- | --------------- | ------ | ------- |
| ترستان تشيرنوف | سباق الزمن C1–3 | DNS    | DNS     |
| كيت أوبراين    | سباق الزمن C4–5 | 35.439 | الثاني  |

## الفروسية
تأهلت كندا بفريق مكون من أربعة فرسان. تم الإعلان عن الفريق رسمياً في 20 يوليو 2021.
الفردي
| الرياضي           | الحصان        | الحدث                                    | الإجمالي | الإجمالي |
| الرياضي           | الحصان        | الحدث                                    | النتيجة  | التصنيف  |
| ----------------- | ------------- | ---------------------------------------- | -------- | -------- |
| لورين بارويك      | ساندريتو      | اختبار البطولة الفردي الدرجة الثالثة     | 70.000   | 9        |
| لورين بارويك      | ساندريتو      | اختبار الفري ستايل الفردي الدرجة الثالثة | 72.507   | 6        |
| وينونا هارتميكسان | أونيكس        | اختبار البطولة الفردي الدرجة الأولى      | 69.893   | 9        |
| جودي شلوس         | ليفتنانت لوبي | اختبار البطولة الفردي الدرجة الأولى      | 69.286   | 11       |
| روبرتا شيفيلد     | فاروظا        | اختبار البطولة الفردي الدرجة الثالثة     | 69.765   | 12       |

الفريق
| الرياضي           | الحصان     | الحدث  | النتيجة الفردية | الإجمالي | الإجمالي |
| الرياضي           | الحصان     | الحدث  | TT              | النتيجة  | التصنيف  |
| ----------------- | ---------- | ------ | --------------- | -------- | -------- |
| لورين بارويك      | انظر أعلاه | الفريق | 70.235          | 211.699  | 10       |
| وينونا هارتميكسان | انظر أعلاه | الفريق | 69.464          | 211.699  | 10       |
| روبرتا شيفيلد     | انظر أعلاه | الفريق | 72.000          | 211.699  | 10       |

## كرة الجرس
الملخص
| الفريق       | الحدث         | مرحلة المجموعات  | مرحلة المجموعات  | مرحلة المجموعات    | مرحلة المجموعات  | مرحلة المجموعات | ربع النهائي      | نصف النهائي      | النهائي          | النهائي  |
| الفريق       | الحدث         | المعارضة النتيجة | المعارضة النتيجة | المعارضة النتيجة   | المعارضة النتيجة | التصنيف         | المعارضة النتيجة | المعارضة النتيجة | المعارضة النتيجة | التصنيف  |
| ------------ | ------------- | ---------------- | ---------------- | ------------------ | ---------------- | --------------- | ---------------- | ---------------- | ---------------- | -------- |
| كندا للسيدات | بطولة السيدات | RPC خسارة 1–5    | إسرائيل فوز 6–2  | أستراليا خسارة 3–4 | الصين خسارة 2–4  | 5               | لم تتأهل         | لم تتأهل         | لم تتأهل         | لم تتأهل |

### السيدات
تأهل فريق كندا للسيدات بعد أن كان أحد الفريقين الذين تأهلوا من بطولة التصنيف البارالمبية لكرة الجرس لعام 2019 والتي لم تتأهل عبر البطولات الأخرى.
القائمة
تم الإعلان عن القائمة في 24 يونيو 2021.

## الجودو
تأهلت كندا في الجودو مع رياضية واحدة هي بريسيلا غانيه، وتم الإعلان عن اختيارها في الفريق في 16 يوليو 2021.
| الرياضي       | الحدث          | التمهيد          | ربع النهائي               | نصف النهائي                | المرحلة الثانية الجولة الأولى | المرحلة الثانية النهائي | النهائي / BM                     | النهائي / BM |
| الرياضي       | الحدث          | المعارضة النتيجة | المعارضة النتيجة          | المعارضة النتيجة           | المعارضة النتيجة              | المعارضة النتيجة        | المعارضة النتيجة                 | التصنيف      |
| ------------- | -------------- | ---------------- | ------------------------- | -------------------------- | ----------------------------- | ----------------------- | -------------------------------- | ------------ |
| بريسيلا غانيه | السيدات -52 كغ | تقدم تلقائي      | ستيابانيك (RPC) فوز 01–00 | بروسيغ (ألمانيا) فوز 11–00 | —                             | —                       | عبد اللاوي (الجزائر) خسارة 00–10 | الثاني       |

## التجديف
تأهلت كندا في التجديف بأربع قوارب وثلاث رياضيات (رجل واحد واثنتين من النساء). تم الإعلان عن الفريق في 6 أغسطس 2021. جميع رياضيي التجديف هؤلاء يشاركون لأول مرة في الألعاب البارالمبية.

## الفروسية
تأهلت كندا بفريق مكون من أربعة فرسان. تم الإعلان عن الفريق رسميًا في 20 يوليو 2021.
الفردي
| الرياضي           | الحصان        | الحدث                                | المجموع | المجموع |
| الرياضي           | الحصان        | الحدث                                | الدرجة  | الترتيب |
| ----------------- | ------------- | ------------------------------------ | ------- | ------- |
| لورين بارويك      | ساندريو       | اختبار البطولة الفردي الدرجة III     | 70.000  | 9       |
| لورين بارويك      | ساندريو       | اختبار الفري ستايل الفردي الدرجة III | 72.507  | 6       |
| وينونا هارتفيكسون | أونيكس        | اختبار البطولة الفردي الدرجة I       | 69.893  | 9       |
| جودي شلوس         | ليوتنانت لوبي | اختبار البطولة الفردي الدرجة I       | 69.286  | 11      |
| روبرتا شيفيلد     | فيروزا        | اختبار البطولة الفردي الدرجة III     | 69.765  | 12      |

الفرق
| الرياضي           | الحصان     | الحدث  | الدرجة الفردية | المجموع | المجموع |
| الرياضي           | الحصان     | الحدث  | TT             | الدرجة  | الترتيب |
| ----------------- | ---------- | ------ | -------------- | ------- | ------- |
| لورين بارويك      | انظر أعلاه | الفريق | 70.235         | 211.699 | 10      |
| وينونا هارتفيكسون | انظر أعلاه | الفريق | 69.464         | 211.699 | 10      |
| روبرتا شيفيلد     | انظر أعلاه | الفريق | 72.000         | 211.699 | 10      |

## الباراكانوينغ
تأهلت كندا بأربع زوارق وثلاثة رياضيين (رجل واحد وامرأتان). تم الإعلان عن الفريق في 6 أغسطس 2021. جميع الرياضيين الثلاثة يشاركون لأول مرة في الألعاب البارالمبية.
مفتاح
- ملاحظة–الترتيب المعطى هو ضمن جولة الرياضي فقط
- رمز التأهل: FA = التأهل إلى النهائي (الميدالية)؛ FB = التأهل إلى النهائي B (غير ميدالية)؛ SF = التأهل إلى نصف النهائي

| الرياضي        | الحدث       | التمهيد  | التمهيد | نصف النهائي | نصف النهائي | النهائي  | النهائي |
| الرياضي        | الحدث       | الوقت    | الترتيب | الوقت       | الترتيب     | الوقت    | الترتيب |
| -------------- | ----------- | -------- | ------- | ----------- | ----------- | -------- | ------- |
| ماثيو سان-بيير | الرجل VL2   | 59.683   | 8 SF    | 56.025      | 5 FA        | 56.029   | 5       |
| بريانا هينيسي  | السيدات KL1 | 59.656   | 7 SF    | 1:01.464    | 6 FA        | 58.233   | 8       |
| بريانا هينيسي  | السيدات VL2 | 1:05.608 | 6 SF    | 1:06.316    | 5 FA        | 1:03.254 | 5       |
| أندريا نيلسون  | السيدات KL2 | 58.999   | 7 SF    | 55.571      | 5 FA        | 56.637   | 8       |

## الترايثلون
تأهلت كندا بأربعة رياضيين في الترايثلون (رجل واحد وثلاثة نساء). تم الإعلان عن الفريق رسميًا في 12 يوليو 2021.
| الرياضي                               | الحدث        | السباحة | الانتقال 1 | الدراجة | الانتقال 2 | الركض | الوقت الكلي | الترتيب        |
| ------------------------------------- | ------------ | ------- | ---------- | ------- | ---------- | ----- | ----------- | -------------- |
| ستيفان دانييل                         | الرجل PTS5   | 10:31   | 0:59       | 30:13   | 0:49       | 16:50 | 59:22       | قالب:برونزية03 |
| كاميلي فرنيت                          | السيدات PTS5 | 11:54   | 1:05       | 34:58   | 0:46       | 21:26 | 1:10:09     | 4              |
| جيسيكا توميلّا (المرشدة - ماريان هوغن) | السيدات PTVI | 12:35   | 1:19       | 32:18   | 1:10       | 25:31 | 1:12:53     | 5              |

## التجديف
تأهلت كندا بزورقين في الأحداث المختلطة للألعاب. تأهلت فرق الأربعة مزدوجة القائد المختلط بفوزها بالميدالية الذهبية في سباق التأهل النهائي في فاريزي، إيطاليا في 2021. بينما تم تأهيل مزدوجة التجديف المختلط عن طريق تخصيص دعوة من اللجنة الثنائية. تم الإعلان عن الفريق المكون من سبعة متسابقين في 4 أغسطس 2021.
| الرياضي                                                         | الحدث                   | الجولات التمهيدية | الجولات التمهيدية | الترجيح | الترجيح | النهائي | النهائي |
| الرياضي                                                         | الحدث                   | الوقت             | الترتيب           | الوقت   | الترتيب | الوقت   | الترتيب |
| --------------------------------------------------------------- | ----------------------- | ----------------- | ----------------- | ------- | ------- | ------- | ------- |
| جيسي بروكواي جيريمي هول                                         | مزدوج التجديف المختلط   | 9:43.91           | 5 R               | 9:11.14 | 5 FB    | 9:53.64 | 12      |
| كايل فريدريكسون بايلي هوبر فيكتوريا نولان أندرو تود لورا كورت c | أربعة مع القائد المختلط | 7:43.84           | 4 R               | 7:15.81 | 4 FB    | 7:43.03 | 8       |

أسطورة التأهل: FA=النهائي A (ميدالية)؛ FB=النهائي B (غير ميدالية)؛ R=الترجيح

## الرماية
تأهلت كندا براميين (رجل وامرأة) من خلال تخصيص مواقع اللجنة الثنائية. تم تسمية الفريق في 6 أغسطس 2021.
| الرياضي     | الحدث                                   | التأهل | التأهل  | النهائي  | النهائي  | النهائي |
| الرياضي     | الحدث                                   | الدرجة | الترتيب | الدرجة   | الترتيب  |         |
| ----------- | --------------------------------------- | ------ | ------- | -------- | -------- | ------- |
| دوغ بليسين  | R4 – بندقية هواء مختلط 10 متر واقف SH2  | 615.4  | 28      | لم يتأهل | لم يتأهل |         |
| لين ترمبلاي | R4 – بندقية هواء مختلط 10 متر واقف SH2  | 620.0  | 27      | لم يتأهل | لم يتأهل |         |
| دوغ بليسين  | R5 – بندقية هواء مختلط 10 متر مستلق SH2 | 627.5  | 33      | لم يتأهل | لم يتأهل |         |
| لين ترمبلاي | R5 – بندقية هواء مختلط 10 متر مستلق SH2 | 609.0  | 36      | لم يتأهل | لم يتأهل |         |
| دوغ بليسين  | R9 – بندقية مختلطة 50 متر مستلق SH2     | 610.3  | 28      | لم يتأهل | لم يتأهل |         |
| لين ترمبلاي | R9 – بندقية مختلطة 50 متر مستلق SH2     | 586.8  | 29      | لم يتأهل | لم يتأهل |         |

## الكرة الطائرة جلوس
الملخص
| الفريق         | الحدث         | مرحلة المجموعات  | مرحلة المجموعات  | مرحلة المجموعات  | مرحلة المجموعات | نصف النهائي      | النهائي / BM / Cl. | النهائي / BM / Cl. |
| الفريق         | الحدث         | المنافسة النتيجة | المنافسة النتيجة | المنافسة النتيجة | الترتيب         | المنافسة النتيجة | المنافسة النتيجة   | الترتيب            |
| -------------- | ------------- | ---------------- | ---------------- | ---------------- | --------------- | ---------------- | ------------------ | ------------------ |
| السيدات الكندي | بطولة السيدات | البرازيل خسر 2–3 | إيطاليا فاز 3–1  | اليابان فاز 3–0  | 2 Q             | الصين خسر 0-3    | البرازيل خسر 1-3   | 4                  |

### بطولة السيدات
تأهل منتخب كندا الوطني لكرة الطائرة جلوس للسيدات إلى الألعاب البارالمبية الصيفية 2020 بع فوزها في تصفيات بطولة العالم لكرة الطائرة الجالسة البارالمبية لعام 2020 التي أقيمت في هالي فاك، نوفا سكوشا، كندا.
قائمة الفريق
تم تسمية قائمة الفريق المكونة من 11 لاعبًا في 22 يوليو 2021.
- أنجيلا دوليزار
- دانييل إليس
- آن فيرغسون
- جولي كوزون
- جينيفر أوكس
- هايدي بيترز
- أمبر سكايبنان
- بايدن فاير
- فيلسيا فوس-شفيق
- جولان وونغ
- كاتلين رايت

## كرة السلة على الكراسي المتحركة
الملخص
| الفريق             | الحدث        | مرحلة المجموعات           | مرحلة المجموعات   | مرحلة المجموعات     | مرحلة المجموعات          | مرحلة المجموعات    | مرحلة المجموعات | ربع النهائي                  | نصف النهائي      | النهائي / BM / Cl.  | النهائي / BM / Cl. |
| الفريق             | الحدث        | المنافسة النتيجة          | المنافسة النتيجة  | المنافسة النتيجة    | المنافسة النتيجة         | المنافسة النتيجة   | الترتيب         | المنافسة النتيجة             | المنافسة النتيجة | المنافسة النتيجة    | الترتيب            |
| ------------------ | ------------ | ------------------------- | ----------------- | ------------------- | ------------------------ | ------------------ | --------------- | ---------------------------- | ---------------- | ------------------- | ------------------ |
| منتخب كندا للرجال  | دورة الرجال  | إسبانيا خسارة 41–48       | تركيا خسارة 73–77 | اليابان خسارة 56–62 | كوريا الجنوبية فوز 74–64 | كولومبيا فوز 63–52 | 4 Q             | بريطانيا العظمى خسارة 52–66  | لم يتأهل         | ألمانيا خسارة 56–68 | 8                  |
| منتخب كندا للسيدات | دورة السيدات | بريطانيا العظمى فوز 73–54 | اليابان فوز 61–35 | ألمانيا خسارة 57–59 | أستراليا فوز 76–37       | —                  | 2 Q             | الولايات المتحدة خسارة 48–63 | لم يتأهل         | اليابان فوز 68–49   | 5                  |

### دورة الرجال
تأهل فريق الرجال من خلال فوزه بالميدالية الفضية في ألعاب بارابان الأمريكية 2019 في ليما، بيرو.
التشكيلة
تم إعلان تشكيل فريق كندا المكون من 12 لاعبًا في 19 يوليو 2021. Wheelchair basketball at the 2020 Summer Paralympics – Men's team rosters

### دورة السيدات
تأهل فريق السيدات من خلال فوزه بالميدالية الذهبية في ألعاب بارابان الأمريكية 2019 في ليما، بيرو.
التشكيلة
تم إعلان تشكيل فريق كندا المكون من 11 لاعبة في 19 يوليو 2021. Wheelchair basketball at the 2020 Summer Paralympics – Women's team rosters

## المبارزة على الكراسي المتحركة
تأهلت كندا بأربعة رياضيين (ثلاثة رجال وامرأة واحدة). تم إعلان الفريق رسميًا في 9 يوليو 2021.
| الرياضي      | الحدث             | التأهيل                 | التأهيل   | التأهيل | دور الـ 16               | ربع النهائي      | نصف النهائي      | النهائي / BM     | النهائي / BM |
| الرياضي      | الحدث             | المنافسة                | النتيجة   | الترتيب | المنافسة النتيجة         | المنافسة النتيجة | المنافسة النتيجة | المنافسة النتيجة | الترتيب      |
| ------------ | ----------------- | ----------------------- | --------- | ------- | ------------------------ | ---------------- | ---------------- | ---------------- | ------------ |
| ماثيو هيبيرت | سيف فردي للرجال A | كانو (اليابان)          | خسارة 3-5 | 15      | لم يتأهل                 | لم يتأهل         | لم يتأهل         | لم يتأهل         | لم يتأهل     |
| ماثيو هيبيرت | سيف فردي للرجال A | ناليوايك (بولندا)       | خسارة 0-5 | 15      | لم يتأهل                 | لم يتأهل         | لم يتأهل         | لم يتأهل         | لم يتأهل     |
| ماثيو هيبيرت | سيف فردي للرجال A | ديمتشوك (أوكرانيا)      | خسارة 1-5 | 15      | لم يتأهل                 | لم يتأهل         | لم يتأهل         | لم يتأهل         | لم يتأهل     |
| ماثيو هيبيرت | سيف فردي للرجال A | سون (الصين)             | خسارة 0-5 | 15      | لم يتأهل                 | لم يتأهل         | لم يتأهل         | لم يتأهل         | لم يتأهل     |
| ماثيو هيبيرت | سيف فردي للرجال A | كانو (اليابان)          | خسارة 1-5 | 15      | لم يتأهل                 | لم يتأهل         | لم يتأهل         | لم يتأهل         | لم يتأهل     |
| ماثيو هيبيرت | سيف فردي للرجال A | أوزفاث (المجر)          | خسارة 0-5 | 15      | لم يتأهل                 | لم يتأهل         | لم يتأهل         | لم يتأهل         | لم يتأهل     |
| ماثيو هيبيرت | سيف فردي للرجال A | نوتونيس (اليونان)       | خسارة 0-5 | 15      | لم يتأهل                 | لم يتأهل         | لم يتأهل         | لم يتأهل         | لم يتأهل     |
| ماثيو هيبيرت | سيف فردي للرجال A | شابوروف (RPC)           | خسارة 1-5 | 15      | لم يتأهل                 | لم يتأهل         | لم يتأهل         | لم يتأهل         | لم يتأهل     |
| بيير مينفيل  | سيف فردي للرجال B | بيتر (فرنسا)            | فوز 5-4   | 13      | لم يتأهل                 | لم يتأهل         | لم يتأهل         | لم يتأهل         | لم يتأهل     |
| بيير مينفيل  | سيف فردي للرجال B | علي (العراق)            | خسارة 2-5 | 13      | لم يتأهل                 | لم يتأهل         | لم يتأهل         | لم يتأهل         | لم يتأهل     |
| بيير مينفيل  | سيف فردي للرجال B | كوزيوكوف (RPC)          | خسارة 1-5 | 13      | لم يتأهل                 | لم يتأهل         | لم يتأهل         | لم يتأهل         | لم يتأهل     |
| بيير مينفيل  | سيف فردي للرجال B | فوجيتا (اليابان)        | خسارة 2-5 | 13      | لم يتأهل                 | لم يتأهل         | لم يتأهل         | لم يتأهل         | لم يتأهل     |
| بيير مينفيل  | سيف فردي للرجال B | داتسكو (أوكرانيا)       | خسارة 1-5 | 13      | لم يتأهل                 | لم يتأهل         | لم يتأهل         | لم يتأهل         | لم يتأهل     |
| بيير مينفيل  | سيف فردي للرجال B | كوتيا (بريطانيا العظمى) | خسارة 1-5 | 13      | لم يتأهل                 | لم يتأهل         | لم يتأهل         | لم يتأهل         | لم يتأهل     |
| بيير مينفيل  | سيف فردي للرجال B | فاليت (فرنسا)           | خسارة 2-5 | 9 Q     | فاليت (فرنسا) خسارة 9–15 | لم يتأهل         | لم يتأهل         | لم يتأهل         | لم يتأهل     |
| بيير مينفيل  | سيف فردي للرجال B | بلوتا (بولندا)          | خسارة 0-5 | 9 Q     | فاليت (فرنسا) خسارة 9–15 | لم يتأهل         | لم يتأهل         | لم يتأهل         | لم يتأهل     |
| بيير مينفيل  | سيف فردي للرجال B | تشافيس (البرازيل)       | فوز 5-0   | 9 Q     | فاليت (فرنسا) خسارة 9–15 | لم يتأهل         | لم يتأهل         | لم يتأهل         | لم يتأهل     |
| بيير مينفيل  | سيف فردي للرجال B | تاريايي (المجر)         | خسارة 4-5 | 9 Q     | فاليت (فرنسا) خسارة 9–15 | لم يتأهل         | لم يتأهل         | لم يتأهل         | لم يتأهل     |
| بيير مينفيل  | سيف فردي للرجال B | كورزين (RPC)            | خسارة 2-5 | 9 Q     | فاليت (فرنسا) خسارة 9–15 | لم يتأهل         | لم يتأهل         | لم يتأهل         | لم يتأهل     |
| رايان روسيل  | سيف فردي للرجال A | لامبيرتيني (إيطاليا)    | خسارة 1-5 | 14      | لم يتأهل                 | لم يتأهل         | لم يتأهل         | لم يتأهل         | لم يتأهل     |
| رايان روسيل  | سيف فردي للرجال A | شميدت (ألمانيا)         | خسارة 2-5 | 14      | لم يتأهل                 | لم يتأهل         | لم يتأهل         | لم يتأهل         | لم يتأهل     |
| رايان روسيل  | سيف فردي للرجال A | شابوروف (RPC)           | خسارة 4-5 | 14      | لم يتأهل                 | لم يتأهل         | لم يتأهل         | لم يتأهل         | لم يتأهل     |
| رايان روسيل  | سيف فردي للرجال A | أكايا (تركيا)           | خسارة 0-5 | 14      | لم يتأهل                 | لم يتأهل         | لم يتأهل         | لم يتأهل         | لم يتأهل     |
| رايان روسيل  | سيف فردي للرجال A | آل-مادخوري (العراق)     | خسارة 0-5 | 14      | لم يتأهل                 | لم يتأهل         | لم يتأهل         | لم يتأهل         | لم يتأهل     |
| رايان روسيل  | سيف فردي للرجال A | ديمتشوك (أوكرانيا)      | خسارة 4-5 | 13      | لم يتأهل                 | لم يتأهل         | لم يتأهل         | لم يتأهل         | لم يتأهل     |
| رايان روسيل  | سيف فردي للرجال A | جوردان (إيطاليا)        | خسارة 0-5 | 13      | لم يتأهل                 | لم يتأهل         | لم يتأهل         | لم يتأهل         | لم يتأهل     |
| رايان روسيل  | سيف فردي للرجال A | لي (الصين)              | خسارة 3-5 | 13      | لم يتأهل                 | لم يتأهل         | لم يتأهل         | لم يتأهل         | لم يتأهل     |
| رايان روسيل  | سيف فردي للرجال A | شميدت (ألمانيا)         | خسارة 3-5 | 13      | لم يتأهل                 | لم يتأهل         | لم يتأهل         | لم يتأهل         | لم يتأهل     |
| سيلفي موريل  | سيف فردي للنساء A | أوليفيرا (البرازيل)     | فوز 5-3   | 15      | لم يتأهل                 | لم يتأهل         | لم يتأهل         | لم يتأهل         | لم يتأهل     |
| سيلفي موريل  | سيف فردي للنساء A | موركيفتش (أوكرانيا)     | خسارة 1-5 | 15      | لم يتأهل                 | لم يتأهل         | لم يتأهل         | لم يتأهل         | لم يتأهل     |
| سيلفي موريل  | سيف فردي للنساء A | ترجيليا (إيطاليا)       | خسارة 2-5 | 15      | لم يتأهل                 | لم يتأهل         | لم يتأهل         | لم يتأهل         | لم يتأهل     |
| سيلفي موريل  | سيف فردي للنساء A | رونغ (الصين)            | خسارة 1-5 | 15      | لم يتأهل                 | لم يتأهل         | لم يتأهل         | لم يتأهل         | لم يتأهل     |
| سيلفي موريل  | سيف فردي للنساء A | سيشيفا (RPC)            | خسارة 2-5 | 15      | لم يتأهل                 | لم يتأهل         | لم يتأهل         | لم يتأهل         | لم يتأهل     |
| سيلفي موريل  | سيف فردي للنساء A | تيبلاشفيلي (جورجيا)     | خسارة 2-5 | 14      | لم يتأهل                 | لم يتأهل         | لم يتأهل         | لم يتأهل         | لم يتأهل     |
| سيلفي موريل  | سيف فردي للنساء A | دروزدج (بولندا)         | خسارة 0-5 | 14      | لم يتأهل                 | لم يتأهل         | لم يتأهل         | لم يتأهل         | لم يتأهل     |
| سيلفي موريل  | سيف فردي للنساء A | غو (الصين)              | خسارة 1-5 | 14      | لم يتأهل                 | لم يتأهل         | لم يتأهل         | لم يتأهل         | لم يتأهل     |
| سيلفي موريل  | سيف فردي للنساء A | سيشيفا (RPC)            | خسارة 3-5 | 14      | لم يتأهل                 | لم يتأهل         | لم يتأهل         | لم يتأهل         | لم يتأهل     |

## كرة الرجبي على الكراسي المتحركة
تأهل الفريق الكندي للبطولة بفوزه في دورة التأهيل النهائية التي أقيمت في ريتشمونت، كولومبيا البريطانية في مارس 2020.
الملخص
| التشكيلة   | مرحلة المجموعات             | مرحلة المجموعات              | مرحلة المجموعات     | مرحلة المجموعات | نصف النهائي      | 5 ضد 6           | الترتيب |
| التشكيلة   | المنافسة النتيجة            | المنافسة النتيجة             | المنافسة النتيجة    | الترتيب         | المنافسة النتيجة | المنافسة النتيجة | الترتيب |
| ---------- | --------------------------- | ---------------------------- | ------------------- | --------------- | ---------------- | ---------------- | ------- |
| منتخب كندا | بريطانيا العظمى خسارة 47–50 | الولايات المتحدة خسارة 54–58 | نيوزيلندا فوز 51–36 | 3               | لم يتأهل         | فرنسا فوز 57–49  | 5       |

تشكيلة الفريق
تم إعلان التشكيلة المكونة من 12 لاعبًا في 28 يوليو 2021.
- كودي كالدويل
- باتريس داجيني
- إريك فورتادو-رودريغيز
- بايرون غرين
- تريفر هيرشيفيلد
- فابيان لافوا
- أنتوني ليتورنيو
- زاك ماديل
- ترافيس موراو
- باتريس سيمارد
- شين سميث
- مايك وايتهايد

## التنس على الكراسي المتحركة
تأهلت كندا برياضي واحد في التنس على الكراسي المتحركة. روبرت شو تأهل عبر تصنيفه التاسع عالميًا.
| الرياضي  | الحدث        | دور الـ 16                               | ربع النهائي      | نصف النهائي      | النهائي / BM     | النهائي / BM |
| الرياضي  | الحدث        | المنافسة النتيجة                         | المنافسة النتيجة | المنافسة النتيجة | المنافسة النتيجة | الترتيب      |
| -------- | ------------ | ---------------------------------------- | ---------------- | ---------------- | ---------------- | ------------ |
| روبرت شو | فردي الرباعي | لابثورن (بريطانيا العظمى) خسارة 3–6، 3-6 | لم يتأهل         | لم يتأهل         | لم يتأهل         | لم يتأهل     |